# Vistträsk
Vistträsk is een plaats in de gemeente Älvsbyn in het landschap Norrbotten en de provincie Norrbottens län in Zweden. De plaats heeft 258 inwoners (2005) en een oppervlakte van 43 hectare. De plaats ligt zeventien kilometer ten westen van de plaats Älvsbyn.

## Verkeer en vervoer
Bij de plaats loopt de Riksväg 94.
Bestuurscentrum: Älvsbyn
Tätort: Korsträsk · Vidsel · Vistträsk
Småort: Bredsel · Nybyn · Nystrand · Pålsträsk · Tvärån · Övrebyn · Övre Tväråsel
Overig: Arvidsträsk · Granträsk (Älvsbyn)